# じゃじゃじゃじゃ〜ン!
『じゃじゃじゃじゃ〜ン!』は、2018年10月13日から2020年9月27日までフジテレビほかで放送されていた子供向けバラエティ番組である。
番組の企画には、かつてフジテレビで放送された子供向けバラエティ番組『ウゴウゴルーガ』の立ち上げメンバーらが参加している。

## 概要
フジテレビとイオンは2018年10月「2020年に向けて、さらにその先の未来に向けて子どもたちに伝えたいこと。 - “Health & Wellness = Happiness Style”をIPの力で世界に伝えていく」という趣旨のもと、共同事業「じゃじゃじゃじゃ～ン!プロジェクト」を立ち上げ、子どもたちが新しい発想で考える力を育てるための情操教育番組をともに創りたいという考えから、プロジェクト発足後まもなく、子どもたちの感情や情緒を育む個性豊かな番組「じゃじゃじゃじゃ～ン!」の放送を開始した。
2人の子役が扮する「じゃじゃじゃくん」と「じゃ〜ンちゃん」、そして「AIさん」をメインに据え、アニメーションするコミカルなCGキャラクターが登場する。他にも数十秒〜数分間のコーナーがメインの子役のコーナーの間に登場する。内容は子供番組だがシュールなギャグが出てくるなど、『ウゴウゴルーガ』のテイストを現代版に昇華させた番組内容となっている。
監修には『ウゴウゴルーガ』でディレクター務めた石井浩二、デザイン監修には同じく『ウゴウゴルーガ』の制作に携わった田中秀幸が務めている。他のスタッフには『山田孝之の東京都北区赤羽』や『天才てれびくんYOU』の構成を務める竹村武司や、NHKの『ミッツ・カール君』、滋賀県の『石田三成CM』を手掛ける映像ディレクターの藤井亮などが名を連ねている。
また、ローカルセールス枠とはいえフジテレビが地上波で放送する子供番組としては『ポンキッキ』以来約11年半ぶりとなる。

## 設定
遠い近未来、朝起きたら謎の生物“スーパーkawaii生物”になっていた二人の子ども“じゃじゃじゃ”と“じゃ～ン”が、同じくロボットの姿にされた人工知能の“AIさん”と一緒に、もとの姿を取り戻す旅を描く。
毎回「じ」「宿」「JJJJN-000」と書かれた着陸船のような居住空間から旅に出て、様々なキャラクターと出会い交流する。
「宿」内部の壁には「WALL」、ドアには「DOOR」など、そのものそのままの表記がされている。じゃじゃじゃのベッドには「JJJJN-001」じゃ～ンのベッドには「JJJJN-002」と書かれているのも見てとれる。

## 番組の沿革
2018年
- 10月13日 初回放送。
- 11月10日 放送日の翌日11月11日が「ちくわの日」ということもあり、番組のコーナー随所にちくわが散りばめられていた[4]。
- 12月29日 年末編成のため休止。

2019年
- 3月2日および3月9日 『“安田顕”祭り[5]』の前・後編を放送。番組の随所に安田顕が登場し、後編のエンディングではAIさん（謎の男）の声優として安田顕がクレジットされた。
- 3月16日および3月23日 『ガチャピン・ムックスペシャル』の前・後編を放送。制作発表当初から「不定期で登場予定」とされていたガチャピンとムックが初登場。番組本編や各コーナーの随所に登場した。
- 9月30日 1:55 - 2:25 「サンデーMIDNIGHT」枠にて『じゃじゃじゃじゃ〜ン!日曜日にお引越しSP』を放送。10月からの放送日時変更を記念して全コーナーの一挙放送を行った。
- 10月6日 - この日の放送より日曜 5:10 - 5:40の枠に移動。
- 12月31日 3:55 - 4:55 「ブレイクマンデー24」枠にて『じゃじゃじゃじゃ〜ン!もうすぐお正月SP』を放送。年の瀬 一発ランドと称して総勢20組の芸人さんが登場し、またこれまでのコンテンツも一挙放送された。

2020年
- 4月2日 2:25 - 3:25 「Wナイト」枠にて『じゃじゃじゃじゃ〜ン!春の新学期SP!』を放送。これまでのコンテンツが一挙放送される。
- 5月3日 じゃじゃじゃじゃ～ンの世界でも新型コロナウイルスの影響が広がり、この日の放送からじゃじゃじゃくんとじゃ〜ンちゃんは自宅待機となり、AIさんのみで番組進行を行うこととなる。また、登場CGキャラクターによるリモート会議が急遽開始されるなど、各コーナーでも新型コロナウイルスの影響や予防啓蒙を取り入れる展開となった[6]。
- 5月17日 じゃじゃじゃくんとじゃ〜ンちゃんがリモートにて出演[7]。
- 6月7日 じゃじゃじゃくんとじゃ〜ンちゃんが収録に復帰。通常の番組展開に戻る[8]。
- 9月27日 スポンサーであるイオンの広告費削減などから、この日を以て最終回となる。最終回の放送直前となる2:40 - 4:10に『じゃじゃじゃじゃ～ン!えっ?最終回なの直前SP』が「フジバラナイト SAT」枠にて放送される。

## 登場キャラクター
じゃじゃじゃくん（大野琉功）
ある朝、パンダに近い猫のような「スーパーkawaii生物1号」に変身してしまっていた男の子。短い耳のついたベースボールキャップと黒縁眼鏡がトレードマークで、お尻から長くて黒い尻尾が伸びている。将来の夢は当初『テレビに出る人』だったが、2019年2月の放送では『消防士』に変わった（父親が消防士だという）。好きな科目は図工。
当初は水色の縁取りが付いた「じ」が書かれたパンダのような体だったが、途中から黒の継ぎ接ぎのある白いオーバーオールを着用しているデザインに変更された。
最終回でテング部長から「元の体に戻る薬」を受け取り、元の人間の姿に戻った。
じゃ〜ンちゃん（竹野谷咲）
ウサギのようなスーパーkawaii生物3号に変身してしまった女の子。長い折れ耳のついたフードが特徴的で、お尻にウサギのような小さな尻尾がついている。頭の回転が早く、気の利いた返答をしたり、なぞなぞにいち早くひらめく。将来の夢は『宇宙飛行士』。好きな科目は算数。
当初は桃色の縁取りが付いた「じ」が書かれたパンダのような体だったが、途中から上半身が白く、下半身にすかーとのような白黒の水玉模様のズボンをきたデザインに変更された。
最終回でテング部長から「元の体に戻る薬」を受け取り、元の人間の姿に戻った。
AIさん［（声：謎の男）安田顕（TEAM NACS）］
ある朝、目覚めると電気ポットのような姿の人工知能ロボットになっていた。本名は相原勇（あいはらいさむ）さん。公式Twitterの画像によると、お尻には『JJJJN 8SE』と記されている。放送開始から非公表だったAIさん（謎の男）の声優だが、2019年3月9日の放送での安田顕の名前がクレジットされた。
表記は「AIさん」のほかに「A.I.さん」「Mr.A.I.」「Mr.AI」など揺らぎがある。

### CGキャラクター
※じゃじゃじゃ、じゃ〜ンと掛け合いをするキャラクター。声はおもに芸人がつとめている(声の出演は後述)。
宝箱に入っているキャラクターの手前には宝という標識があり、じゃじゃじゃとじゃ〜ンの「あいてくれたましー」のかけ声のあと登場する。
2019年1月12日の放送分から、各キャラクターの解説が『A.I.さんペディア』として紹介されるようになった。
鳥
Ｙ字の標識に停まっている2羽の白い鳥。じゃじゃじゃ、じゃ〜ンに場所を教えてくれる。また、宝箱から『うたのじかん』や『モノ学』が現れた際にも登場する。
テング課長→テング部長
『テングの国ロングノーズ』に登場する、茶色の長髪に天狗の面を付けたような風貌のキャラクターでサラリーマン。人の自慢話を聞くのが大好きで、良い話を聞くと鼻が伸びる。ブレザーのようなスーツを着ていて、2019年からは「長い物が好き」という設定を追加。2019年11月17日の放送で部長に昇進した。
実は最初から「元の体に戻る薬」を持っており、最終回でじゃじゃじゃとじゃ〜ンに渡した。
なぞな像
ケツ顎で筋骨隆々の男性の裸体像。なぞなぞが大好きで、なぞなぞを出すのが好き。出題されたなぞなぞに正答できると、どんな疑問にも答えてくれる。股間はクエスチョンマークの描かれた金貨で隠している。
イケメンシェフ→イケメンシェフ2
『イケメンの国オットコマエ』に登場するコック服で首には赤いストールを巻いたキャラクターで、全てのものがイケメンじゃないと許せない、意識高い系のシェフ。イケメンなことを言うと塩を撒く。じゃじゃじゃ、じゃ〜ンに、様々な言葉を格好よく（イケメンに）言う練習をさせる。2019年11月10日の放送で、じゃじゃじゃとじゃ～ンに新しい衣装を調達。
2019年12月15日の放送からは衣装が赤くなり、じゃじゃじゃやじゃ〜ンが食べたことのないであろう珍味を食べさせるイケメンシェフ2へとテコ入れされた。
オッス団長と副団長
大声でオッスと言うのが好き。大声でオッスと返さないと怒る。学ラン姿に鉢巻きという、いわゆる応援団の格好をした二人組で、リーゼント頭の団長はなぜか髪の先が地面に付いていて、副団長は腕が筋肉隆々で団旗を掲げている。
ズッコケくん
とにかくズッコケるのが大好きな小学生。ズッコケたくてしょうがない。質問にボケて返すとズッコケる。モノクロのイラストで瞳だけが、赤、黄、緑色に着色されていて、ベースボールキャップに半袖半ズボンをまとっている。じゃじゃじゃたちに、最近ズッコケた（失敗した）ことを聞く場合も多い。AIさんに逆に質問されてズッコケてしまうパターンもある。
ゆーちゅーばばあ
『巣鴨』に登場するユーチューバーのお婆さん。常に動画のネタを探していて、じゃじゃじゃ、じゃ～ンに無茶振りをする。引っ詰め頭に着物をまとい、手には4Kと書かれたビデオカメラ、背中にはFreeWi-Fiと書かれた大きなバッテリーを背負っている。AIさん曰く菅野美穂のモノマネが上手い。
バブリー先生
『バブリー王国ジュリアナン』に登場するバブルっぽくすることが大好きで、バブル語をあやつるキャラクター。機嫌がよくなると扇子を振って躍り、キラキラとお札が乱れ飛ぶ。普段はピンクのニット帽を目出し帽のように深く被って顔を隠しているが、驚いて「ぶっとびー」と声をあげると帽子が脱げて顔があらわになる。
ゲーマーメイド
ドットで描かれたゲームが大好きな人魚。一日中ゲームのことを考えている。顔がディスプレイとなっていてゲームをすると顔の状態が変わる。胸を覆う水着はレトロゲームのコントローラのような柄になっている。
うらないござる
うらないが得意。運勢を占ってくれる猿。運勢が悪いとお祓いをしてくれる。様々な占いに精通しているようで、頭部には複数の顔を持つ。
らんらんキング
『ランク王国』に登場するキャラクターでランキングが大好きな王様。ランキングの1位を当てさせるのが好き。1位を当てると目をらんらんと輝かせる。数字の「1」をあしらった王冠とステッキを身につけている。
大根役者ヘタオ
人型の萎びた大根に、リアルな顔と赤い蝶ネクタイをつけたキャラクター。演技がへたくそな役者で、上手になりたいので演技について聞いてくる。
新体操のお兄さん
いろんなポーズを決めて、じゃじゃじゃとじゃ〜ンに色々なホーズをさせるレオタード姿で目がばっちりしていて笑顔が似合うお兄さん。
お口にチャックマン
お喋りが大嫌いな怪人。じゃじゃじゃとじゃ〜ンに声を発しない遊び（ジャスチャーゲームなど）を強要してくる。
いたって普通の〇〇
じゃじゃじゃとじゃ～ンに好きな〇〇（いたって普通の『ラーメン』の場合は、好きな『味』）を尋ね、揃うと良いことがあるという。
柴犬
キャラクターリモート会議で登場するいたって普通の柴犬で、ほぼ頭のみの写真で登場し、口をパクパクしながら人語を話す。
漢字るさん
2020年6月28日の放送にて初登場したキャラクター。体の全身が漢字の組み合わせで出来ていて、体の部位に合わせた漢字が体の一部分に付いている。ハイテンションな口調で話し、じゃじゃじゃとじゃ〜ンに難解な漢字を書かせる。漢字の覚え方の説明は顔が外にあるネコとほぼ同じである。

### コーナー内キャラクター
※数秒から数分の短いコーナー（CGアニメなど）に登場するキャラクター。
実写
安田顕
『空想特撮超短編映画 巨大あらわる』に登場する同名の俳優。ダブルのスーツがよく似合っている。
町あかり
うたのじかん『あかりおねえさんの ニコニコ♡へんなうた』に登場するお姉さん。ひよこを模した衣装に、ピコピコハンマーを手に持っている。
永野
『うんこスクワットたいそう』に登場するお兄さん。
アニメーション
からだざつお
同名のコーナーに登場する顔が写実的で劇画タッチの主人公。しかし身体は雑でちゃんとした身体を求めている。「かくとうぎ世界チャンピオン」の肩書を持つ一面もある。
大空つかみ
『クレーンゲーマーつかみ』に登場する主人公の少年。頭をUFOキャッチャーのアームに挟まれている。
うし
同名のコーナーに登場。牛を使った色々な物に変身する。
くる
『えんえん！くるりんね』に登場するキャラクター。白いリス猿のようなキャラクター。
りんね
『えんえん！くるりんね』に登場するキャラクター。動物の顔が付いた白い被り物を付ける少女。
チョンダラオ
『うちなぁぐちラップ』に登場するキャラクター。赤いキャップに大きな☆マークのネックレスを付け、琉球語を使ったラップを披露する。
キーマーくん
『うちなぁぐちラップ』に登場するキャラクター。緑のキャップに毛と書かれたTシャツを着ていて、琉球語を使ったラップを披露する。
ハーモーちゃん
『うちなぁぐちラップ』に登場するキャラクター。コーナーの〆担当。
令和の先生
『嗚呼、憧れの昭和の先生』に登場するキャラクター。
コウ
『SE(サウンドエフェクト)は突然(フォルティシモ)に～コウとカオンの物語～』に登場するキャラクター。耳がやたらデカい高校生風のイケメン男子。
カオン
『SE(サウンドエフェクト)は突然(フォルティシモ)に～コウとカオンの物語～』に登場するキャラクター。髪型が8分音符な高校生風の女の子。
シンメトラー富士山轟
『シンメトラー轟』に登場するキャラクター。シンメトラー山本山昌と戦っていつも勝利する赤い鎧を着てシンメトリーな顔をした戦士。
シンメトラー山本山昌
『シンメトラー轟』に登場するキャラクター。シンメトラー富士山轟と戦っていつも敗北する青い鎧を着てシンメトリーな顔をした戦士。

### 不定期出演
ガチャピン
フジテレビ系『ひらけ!ポンキッキ』を初めとする様々なフジテレビ系番組において、主に着ぐるみの形で登場するキャラクター。南国生まれの恐竜の男の子で、年齢は永遠の5歳。特技はスポーツ全般。手首のカボスのようなものはエネルギーボール。
ムック
ガチャピンと同様『ひらけ!ポンキッキ』を初めとする様々なフジテレビ系番組において、主に着ぐるみの形で登場するキャラクター。北極近くの島で生まれた雪男（イエティ）の男の子で、年齢は永遠の5歳。頭のプロペラは体を冷やすためのもの。
森田哲矢
ズッコケくんの正体。
安田顕

### ゲスト出演
※本編に実写で登場したゲスト
複数の芸人が実写でゲストとして登場する場所には、「一発ランド」の標識がある。
2019年11月10日の放送以後はともだちタマゴからゲストが登場する設定となり、じゃじゃじゃとじゃ～ンの「ひーひーふー」のかけ声の後にともだちタマゴからゲストが登場し、最後によりよく生きるための言葉を書いて退場する展開となる。
佐藤二朗
2019年4月13日の放送に『99人の壁の佐藤二朗』として出演。
ベッキー
2019年5月4日の放送に『英語を話すベッキー』として出演。
水野良樹
2019年5月11日の放送に『BSいきものがかりの水野良樹』として出演。
スーパー・ササダンゴ・マシン
2019年6月1日の放送に『プレゼン好きのスーパー・ササダンゴ・マシン』として出演。
小林よしひさ
2019年6月15日の放送に『体操が得意な よしお兄さん』として出演。
小島よしお
2019年11月10日の放送に出演。
加藤一二三
2019年11月17日の放送に出演。
高田延彦
2019年11月24日の放送に出演。
池田美優
2019年12月1日の放送に出演。
内山信二
2019年12月22日の放送に出演。
南明奈
2020年1月5日の放送に出演。
武井壮
2020年1月12日の放送に出演。
柴さん
2020年1月19日の放送に出演。
岡崎体育
2020年2月9日の放送に出演。
メイプル超合金
2020年2月23日の放送に出演。
中村さん
2020年3月1日の放送に出演。
ガブリエレさん
2020年3月15日の放送に『普通の外国人』として出演。
加藤諒
2020年3月22日の放送に出演。
りんごちゃん
2020年4月5日の放送に出演。
丸山桂里奈
2020年4月12日の放送に出演。
勝地涼
2020年4月19日の放送に出演。
谷花音
2020年6月14日の放送に出演。
青山テルマ
2020年6月21日の放送に出演。
中尾明慶
2020年7月5日の放送に出演。
松丸亮吾
2020年7月12日、2020年9月13日の放送に出演。
生見愛瑠
2020年7月19日の放送に出演。
フワちゃん
2020年8月9日の放送に出演。
長州力
2020年8月16日の放送に出演。
ファーストサマーウイカ
2020年8月23日の放送に出演。
満島真之介
2020年8月30日の放送に出演。
藤田ニコル
2020年9月20日の放送に出演。

## コーナー
※下記のコーナーのほかにも、様々なキャラクターが登場するアイキャッチやジングルのようなミニコーナーが多数存在している。
からだざつお
顔がマジだが体が雑な男が、常に体を探している話。様々な世界を放浪し、毎回『からだ』に似た何かと合体してしまう。2020年3月15日の放送でついに女性の『からだ』を手に入れ、第一部が完結した。
いいたいことは、ダンスdeYEAH!
小学生三人（多摩っ子バブルス所属のダンサー）の子供たちがダンスを踊りながら、“言いたいことラップ”を歌う。最後は世界各国の「ありがとう」で締める。2019年2月9日の放送以降は、イオンモールなどイオン系列の施設で収録されたバージョンを放送している。
だいなし むかしばなし
昔話をベースに世界観を台無しにした物語をお届けする。最後に「※きみもすきなむかしばなしをだいなしにしよう！」と表示される。第1弾は「ももたろう」、第2弾は「3びきのこぶた」、第3弾は「うらしまたろう」、第4弾は「シンデレラ」、第5弾は「かさじぞう」、第6弾は「うさぎとかめ」。
○時○分の社会科見学
タイトルの○の部分には実際の放送時刻が入る。例『05時05分の社会科見学』など。約1分間、放送時間と同時刻の様々な映像を見て社会を学ぶコーナー。
なんでもカーグランプリ → なんでもカーグランプリ～グランドチャンピオン編～ → なんでもカーグランプリ～ワールドチャンピオン編～
略称は「NCG」。企画段階のコーナー名は「なんでもカー化」。子どもが大好きな車のコーナーで、なんでも車輪をつけて車にしてしまう。走っていてバカバカしいものを対決形式で競争させるが勝敗がつかない場合もある。また、レーサーの名前は何かしらのダジャレになっている。2019年2月9日からはトーナメント方式となったグランドチャンピオン編が開始し、げたのパイロットが下下下野木・太郎から安田顕に変更。2019年5月18日に放送された決勝戦に勝ち進んだげたの優勝で終わった。2019年6月15日からはワールドチャンピオン編が始まり、結局日本代表のげたが優勝してしまったと思われたが、2020年2月9日の放送で行われた緊急検証で、スタッフに忖度疑惑が発覚し、取材班が徹底検証をした結果、4回も撮り直しされるという不正行為が明らかになったため安田顕の優勝は完全にやらせだった。この事態を重く見たなんでもカーグランプリ実行委員会に優勝を剥奪され失格となり、繰り上げでロシア代表のマトリョーシカが優勝した。この件に安田顕本人に問い合わせたが「お腹がピーピーで回答できない」と言った。
クレーンゲーマーつかみ → クレーンゲーマーつかみ2
普通のクレーンゲームには絶対に入っていない賞品が入った宇宙一難しいクレーンゲームに挑戦する少年の大空つかみが主人公のアニメパートとクレーンゲームの実写パートを融合したコーナー。原作は『クレイン・ゲイムス』著の『キャッチャー・イン・ザ・ゲーセン』という設定になっている。最初はキャラクターを人質に捕らえた後、「景品を掴めたら助けてやる」という条件を出してくるが、2018年12月15日の放送で初めて成功した。2018年12月22日から始まった「2」からは困っているキャラクターが求めているものが既にクレーンゲームの景品となっている。
あかりおねえさんのニコニコ♡へんなうた
宝箱から『うたのじかん』として現れるコーナー。うたのお姉さん「町あかり」と普段とは少し違う楽しい替え歌をじゃじゃじゃ、じゃ～ンと共に歌う。
モノ学
宝箱から『モノ学』として現れるコーナー。AIさん、じゃじゃじゃ、じゃ～ンがイラストとなり、様々なモノを、そのモノから学ぶコーナー。モノ（キャラクター）の声はイオンリテールの社員が務める。
すっごい人に聞いてみた
『ウゴウゴ・ルーガ』の名物コーナー「おしえてえらいひと」の現代版。その人が子供に伝えたいことをインタビュー。これまでに鎧塚俊彦、隈研吾、野沢雅子、マウリシオ・デ・ソウザなどが登場している。
空想特撮超短編映画 巨大あらわる
世界の崩壊と、藤井亮の昼飯のおかずを描いた空から巨大なものが降ってくる超大作コーナー。主演は俳優の安田顕。初回は巨大なコロッケが現れ「収録後、スタッフがパンにはさんでいただきました」とテロップが表示された。
絶叫ALPHABET
英単語をしりとり形式で絶叫で紹介するコーナー。
うし
牛が乳製品や料理の名前を連呼しながら踊った後、天を指さして多数の乳製品や料理、牛革を使った製品に変身するthis is goodなコーナー。
えんえん!くるりんね
白いリス猿のような『くる』と、少女『りんね』が織りなすエンドレスなアニメコーナー。
うちなぁぐちラップ
ラップで沖縄の方言を楽しく紹介するコーナー。
ドットくん
ドットくんが主人公のドットアニメ。しかしドットアニメなので細部がよく伝わらない。子供の想像力を養うコーナー。
スーパーミラクル-運マックス限定!-無料ガチャ!
スマホゲームにおける無料ガチャの番組版。2018年内のみで以降放送がない。
じゃじゃじゃじゃ～ンニュース
略称は「JJJJNEWS」。当番組に関する情報を伝えるコーナー。
30秒おえかき
エンドカードが描かれていく様子を30秒の早回しにしたコーナー。いまのところ1度放送されたのみである。
AIさんのおとな悩み相談室
AIさんが地球から受信した大人の悩みを聞くコーナー。下記の「貴重なご意見」紹介コーナー開始後は放送がない。
じゃじゃじゃ、じゃ～ンのエンドトーク
正式なコーナー名は不明だが、ありのままをタイトルとした。主に上記の「おとな悩み相談室」の放送がない週に放送されていた。
AIさんの「貴重なご意見」紹介コーナー
視聴者の方からの貴重なご意見を紹介するコーナー。AIさんから番組に関する情報や裏話が披露されることもある。
一発ランド
複数の芸人がアトランダムに一発芸や数秒で終わるネタを披露していくコーナー。ネタを披露し終わった芸人は爆発消滅するような演出で退場する。
嗚呼、憧れの昭和の先生
眼鏡を掛けたやさ顔の令和の先生が竹刀を持った荒々しい顔の憧れの昭和の先生を懐かしむアニメコーナー。昭和の先生を懐古するシーンではビデオテープを再生した時のようなノイズが入る。
なんぼなんおばさん
全身お金で出来た金持ちなおばさんが、街の中にある様々なものに興味を持ち値段を尋ねる。
さかのぼり研究所
イオン店頭に並ぶ商品がどのようにして出来るのかの映像を逆再生してさかのぼっていくコーナー。最後に助手が原材料をお題にした駄洒落で締める。
ズームイオン！！
イオン店頭の風景が拡大していく。タイトルロゴは、かつて日本テレビで放送されていた番組『ズームイン!!朝』によく似ていた。
星に願いを…
アニメキャラクターになったじゃじゃじゃとじゃ～ンが星にな色々な願い事をする。願いごとは子供らしいものや現実社会を反映したものなど様々である。
うんこスクワットたいそう
歌はAIさん、出演は永野。うんことスクワットを融合させた楽しい歌と体操のコーナー。
顔が外にあるネコ
キャラクターの声を担当している篠宮暁のネタをそのまま使った漢字を秒で覚えるコーナー。
SE(サウンドエフェクト)は突然(フォルテシモ)に～コウとカオンの物語(カンタービレ)～
2020年1月5日から始まった道具を使った効果音を紹介するコーナー。コウとカオンのラブストーリーを軸に展開され、カオンの出した音が実は効果音で、出した後でその音の出し方が紹介される。
なんでも大相撲～野菜場所～ → なんでも大相撲～九州・沖縄場所～ → なんでも大相撲～中国・四国場所～
2020年4月5日から始まった「なんでもカーグランプリ」に代わるトーナメント方式のコーナー。色々な物に足をつけて力士にしてしまい、とんとん相撲で戦わせる。2020年4月5日から2020年7月12日までの放送では野菜を使った野菜場所が繰り広げられ、玉葱の優勝で終わった。野菜場所の最終回の最後にて日本全国の名産品を力士にして競い合わせることが予告され、2020年7月19日から2020年8月30日までの放送では九州・沖縄の名産品を使った九州・沖縄場所が繰り広げられ、明太子が優勝した。2020年9月6日から中国・四国場所が始まり、最終回直前スペシャルで強制的に決勝戦が行われた。
今月のラッキー変なの
2020年4月19日から始まった占いコーナー。
キャラクターリモート会議
2020年5月3日から始まったコーナー。4人のCGキャラクターがリモート会議で近況を話し合ったり、クイズやなぞなぞを出し合ったりする。CGキャラクターの声を出している芸人が時々顔出しし、なぜか、今まで登場していないキャラクターも登場したりしている。
じゃじゃじゃとじゃ～ンとA.I.さんとか・・・
本編のメインであるじゃじゃじゃとじゃ〜ンとA.I.さんのCGキャラクターとの掛け合いをCGアニメにしたコーナー。5篇構成で1話が完結する内容になっている。本コーナーに登場するCGキャラクターは本編に登場しないオリジナルで、じゃじゃじゃとじゃ〜ンは動物のキャラクターとなっている。
シンメトラー轟
2020年7月19日から始まったコーナー。サブタイトルは全て回文である。シンメトラー富士山轟とシンメトラー山本山昌がシンメトリーバトルアリーナでAIさんのtwitterに寄せられたエレメント（写真）を使ったシンメトリーで熱いバトルを繰り広げる。しかしジャッジマンの言葉でいつもシンメトラー富士山轟に勝利をかっさらわれてしまうのがお約束。

## 声の出演
キャラクターの声
- 安田顕（TEAM NACS）：AIさん（謎の男）
- 高田紗千子（梅小鉢）：ゆーちゅーばばあ、いたって普通の〇〇
- 篠宮暁（オジンオズボーン）：イケメンシェフ→イケメンシェフ2、なぞな像、漢字るさん
- 森田哲矢（さらば青春の光）：オッス団長と副団長、うらないござる、ズッコケくん
- のり（オテンキ）：テング課長→テング部長、いたって普通の〇〇
- ちゃんまい（ベッド・イン）：バブリー先生、ゲーマーメイド
- 平子祐希（アルコ&ピース）：らんらんキング、大根役者ヘタオ
- 東ブクロ（さらば青春の光）：オッス団長と副団長、いたって普通の〇〇、柴犬
- 飛永翼（ラバーガール）：新体操のお兄さん
- 山田ルイ53世（髭男爵）：お口にチャックマン

ナレーター
- 寺瀬今日子：
- 谷昌樹：だいなしむかしばなし、なんでもカーグランプリ
- 劉セイラ：絶叫ALPHABET、クレーンゲーマーつかみ、すっごい人に聞いてみた
- 陰山真寿美：
- 柳沢三千代：

## スタッフ
- 編成：佐竹正任、谷川有季（谷川→2019年9月頃-）
- チーフプロデューサー：下川猛
- プロデューサー: 佐藤詳悟、石川博章
- 制作プロデューサー：平井夕貴→土屋瞳
- 総合演出：萩森豪
- 演出：武田治
- ディレクター：根ヶ山高弘、セバスチャン
- コンテンツディレクター：渡辺資
- 構成：竹村武司
- デザイン監修・制作：田中秀幸（フレイムグラフィックス）
- 音楽：林彰人
- コンテンツ監修・制作：藤井亮
- 監修：石井浩二
- 技術協力：バンエイト
- 制作協力：FIREBUG
- 制作著作：フジテレビ

### いいたいことは、ダンス de YEAH!
- 振付：振付稼業air:man
- 音楽：丸橋光太郎（メロディ・パンチ）、阿部渋一
- ダンサー：多摩っ子バブルス
- 制作プロデューサー：稲垣護（GEEK PlCTURES）

## 放送局
| 放送対象地域   | 放送局            | 系列           | 放送時間                          | 放送期間                                                     | ネット状況 | 備考   |
| -------------- | ----------------- | -------------- | --------------------------------- | ------------------------------------------------------------ | ---------- | ------ |
| 関東広域圏     | フジテレビ（CX）  | フジテレビ系列 | 土曜 4:52 - 5:22 日曜 5:10 - 5:40 | 2018年10月13日 - 2019年9月28日 2019年10月6日 - 2020年9月27日 | 制作局     |        |
| 日本全域       | フジテレビTWO     | CS放送         | 土曜 6:30 - 7:00                  | 2019年2月2日 -                                               | 遅れネット | [ 15 ] |
| 宮城県         | 仙台放送（OX）    | フジテレビ系列 | 土曜 5:30 - 6:00                  | 2019年10月5日 - 2020年10月10日                               | 遅れネット |        |
| 岡山県・香川県 | 岡山放送（OHK）   | フジテレビ系列 | 日曜 6:30 - 7:00                  | 2019年10月6日 - 2020年10月18日                               | 遅れネット | [ 16 ] |
| 福島県         | 福島テレビ（FTV） | フジテレビ系列 | 土曜 5:00 - 5:30                  | 2020年4月4日 -                                               | 遅れネット |        |

この他、フジテレビオンデマンドおよびTVerでの見逃し配信が実施されている。
過去のネット局
| 放送対象地域 | 放送局                | 系列           | 放送時間                      | 開始日                        | ネット状況              | 備考   |
| ------------ | --------------------- | -------------- | ----------------------------- | ----------------------------- | ----------------------- | ------ |
| 富山県       | 富山テレビ（BBT）     | フジテレビ系列 | 土曜 5:55 - 6:25              | 2019年4月6日 - 2020年3月28日  | 遅れネット 途中打ち切り | [ 17 ] |
| 日本全域     | BSフジ                | BS放送         | 月曜 7:27 - 7:55              | 2019年4月8日 - 2020年3月30日  | 遅れネット 途中打ち切り | [ 18 ] |
| 徳島県       | 四国放送（JRT）       | 日本テレビ系列 | 日曜 1:52 - 2:22 （土曜深夜） | 2019年10月6日 - 2020年9月27日 | 遅れネット 途中打ち切り | [ 19 ] |
| 北海道       | 北海道文化放送（UHB） | フジテレビ系列 | 日曜 4:55 - 5:25              | 2020年4月5日 - 10月18日       | 遅れネット 途中打ち切り | [ 20 ] |

## グッズ展開
番組グッズは、4月27日の放送の『JJJJN NEWS』内で発売が告知され、本州・四国のイオン、イオンスタイルで販売されている。
- Tシャツ
- クリアファイル
- マスキングテープ
- ダイカットメモ